# Palpita hypohomalia
Palpita hypohomalia es una especie de polillas perteneciente a la familia Crambidae descrita por Hiroshi Inoue en 1996. 
Se encuentra en Taiwán, China (Guizhou) y Tailandia.